# Arquelau I da Macedônia
Arquelau (em grego:  Άρχέλαος, transl. Arkhelaos), filho de Pérdicas II da Macedônia, foi rei da  Macedônia de 413 a.C. até o ano de sua morte, em 399 a.C.
Ele é o sucessor de Pérdicas, reinou por 22 ou 23 anos, e foi sucedido por Aéropo II ou Orestes (Eusébio de Cesareia apresenta duas listas de reis da Macedônia, com algumas divergências entre elas).
Para conquistar o trono, assassinou seu tio, Alcetas, seu primo, Alexandre, e seu meio-irmão, que era o herdeiro legal. Por isso, no diálogo "Górgias", Platão o chama de "o maior criminoso da Macedônia".

## Biografia
Alcetas, rei da Macedónia, tinha uma escrava, com quem casou-se Pérdicas, irmão de Alcetas. Desta união nasceu Arquelau.
Arquelau assassinou seu tio Alcetas e seu primo Alexandre, filho de Alcetas. Quando Arquelau se tornou rei, sucedendo a seu pai Pérdicas, assassinou o filho legítimo de Pérdicas e Cleópatra, um menino de sete anos de idade, jogando-o em um poço e o afogando; dizendo, à mãe, que ele tinha caído por acidente.
Foi declarado legítimo, em 436 a.C., porque seu nome aparece em um tratado firmado pela Macedônia com Atenas.
Quase imediatamente depois que tomou o poder, ele se viu diante de um cenário externo que lhe foi favorável, permitindo que se alterasse as relações da Macedônia com Atenas.
Ocorre que os atenienses sofreram uma severa derrota em Siracusa (413 a.C.), onde perderam a maior parte de sua frota. Para restaurar sua capacidade naval, necessitavam construir muitos navios e, para isso, dependiam da madeira que a Macedônia possuía abundantemente. Valendo-se disso, Arquelau forneceu toda a madeira de que Atenas precisava, mas reajustou o preço do produto, garantindo para o seu reino uma riqueza que ele antes jamais desfrutara.
No plano interno, Arquelau promoveu amplas reformas que modernizaram o país. Fez emitir moedas de boa qualidade, construiu fortalezas, estradas e reorganizou as forças armadas, melhorando a cavalaria e a infantaria dos Hoplitas.
Ficou também conhecido como um governante culto, mantendo intenso contato cultural com os centros artísticos da Grécia. Em sua nova capital, Pela, (que substituiu a velha Egas), hospedou grandes poetas (dentre outros, Eurípides), músicos, e pintores como o celebrado Zêuxis. Além disso, incentivou as festividades religiosas e esportivas em homenagem ao Zeus Olímpico, que atraíam atletas e artistas de todo o mundo grego.
Arquelau morreu em 399 a.C., assassinado por um pajem real e seu amante, Crátero, quando caçavam. De acordo com Diodoro Sículo, a morte de Arquelau por seu amante Crátero foi acidental, durante uma caçada, no ano da 95.ª olimpíada (400 a.C.). Cláudio Eliano apresenta duas hipóteses para o assassinato: Crátero poderia ter assassinado por ambição, ou porque Arquelau havia descumprido com a promessa de tornar Crátero seu genro. Crátero reinou por três ou quatro dias, até ser assassinado. De acordo com Diodoro Sículo, o sucessor de Arquelau foi Orestes, que era menor, e foi assassinado por seu guardião Aéropo.
Dele disse Tucídides que fez pela Macedônia mais do que todos os seus antecessores juntos.